# María Irigoyen
María Irigoyen (Tandil, 24 juni 1987) is een tennisspeelster uit Argentinië. Zij begon op zevenjarige leeftijd met tennis. Zij speelt linkshandig en heeft een tweehandige backhand.
Sinds 2008 komt zij uit voor het Argentijnse Fed Cup-team – zij behaalde daar een winst/verlies-balans van 19–17. In 2013 speelde zij haar eerste grandslamtoernooi, door zich via het kwalificatietoernooi te plaatsen voor het vrouwendubbelspeltoernooi van Wimbledon, samen met landgenote Paula Ormaechea. In 2014 won zij haar eerste WTA-titel, op het dubbelspeltoernooi van Rio de Janeiro, samen met Irina-Camelia Begu.

## Posities op deWTA-ranglijst
Positie per einde seizoen:
| jaar | rang enkelspel | rang dubbelspel |
| ---- | -------------- | --------------- |
| 2005 | 759            | 574             |
| 2006 | 416            | 322             |
| 2007 | 304            | 287             |
| 2008 | 342            | 231             |
| 2009 | 226            | 161             |
| 2010 | 188            | 143             |
| 2011 | 310            | 207             |
| 2012 | 203            | 128             |
| 2013 | 191            | 127             |
| 2014 | 167            | 84              |
| 2015 | 196            | 66              |
| 2016 | 622            | 52              |
| 2017 | –              | 72              |
| 2018 | –              | 232             |

## Resultaten grandslamtoernooien
| Legenda | Legenda                          |
| ------- | -------------------------------- |
| g.t.    | geen toernooi gehouden           |
| l.c.    | lagere categorie                 |
| –       | niet deelgenomen                 |
| G       | uitgeschakeld in de groepsfase   |
| 1R      | uitgeschakeld in de eerste ronde |
| 2R      | uitgeschakeld in de tweede ronde |
| 3R      | uitgeschakeld in de derde ronde  |
| 4R      | uitgeschakeld in de vierde ronde |
| KF      | uitgeschakeld in de kwartfinale  |
| HF      | uitgeschakeld in de halve finale |
| F       | de finale verloren               |
| W       | het toernooi gewonnen            |
| w-v     | winst/verlies-balans             |

### Vrouwendubbelspel
| toernooi        | 2013 |    | 2015 | 2016 | 2017 | 2018 |
| --------------- | ---- | -- | ---- | ---- | ---- | ---- |
| Australian Open | –    | 1R | 1R   | 1R   | 1R   |      |
| Roland Garros   | –    | –  | 2R   | 1R   | 1R   |      |
| Wimbledon       | 1R   | –  | 1R   | –    | 1R   |      |
| US Open         | –    | –  | 2R   | –    | –    |      |

## Palmares
| Legenda                 |
| ----------------------- |
| Grandslamtoernooi       |
| Olympische Spelen       |
| Year-End Championships  |
| Premier Mandatory       |
| Premier Five / WTA 1000 |
| Premier / WTA 500       |
| International / WTA 250 |
| Challenger / WTA 125    |

### WTA-finaleplaatsen enkelspel
geen

### WTA-finaleplaatsen vrouwendubbelspel
| nr.              | finale     | toernooi           | ondergrond | partner              | tegenstandsters                                | score             |         |
| ---------------- | ---------- | ------------------ | ---------- | -------------------- | ---------------------------------------------- | ----------------- | ------- |
| gewonnen finales |            |                    |            |                      |                                                |                   |         |
| 1.               | 2014-02-23 | WTA Rio de Janeiro | gravel     | Irina-Camelia Begu   | Johanna Larsson Chanelle Scheepers             | 6-2, 6-0          | details |
| 2.               | 2016-02-21 | WTA Rio de Janeiro | gravel     | Verónica Cepede Royg | Tara Moore Conny Perrin                        | 6-1, 7-6          | details |
| verloren finales |            |                    |            |                      |                                                |                   |         |
| 1.               | 2015-02-21 | WTA Rio de Janeiro | gravel     | Irina-Camelia Begu   | Ysaline Bonaventure Rebecca Peterson           | 0-3, opg.         | details |
| 2.               | 2015-08-01 | WTA Florianópolis  | gravel     | Paula Kania          | Annika Beck Laura Siegemund                    | 3-6, 6-7          | details |
| 3.               | 2015-09-20 | WTA Québec         | tapijt (i) | Paula Kania          | Barbora Krejčíková An-Sophie Mestach           | 6-4, 3-6, [10-12] | details |
| 4.               | 2016-04-30 | WTA Praag          | gravel     | Paula Kania          | Margarita Gasparjan Andrea Hlaváčková          | 4-6, 2-6          | details |
| 5.               | 2016-05-21 | WTA Straatsburg    | gravel     | Liang Chen           | Anabel Medina Garrigues Arantxa Parra Santonja | 2-6, 0-6          | details |
| 6.               | 2017-07-30 | WTA Båstad         | gravel     | Barbora Krejčíková   | Quirine Lemoine Arantxa Rus                    | 6-3, 3-6, [8-10]  | details |